# Кехта (приток Северной Двины)
Ке́хта (Слободская) — река в Архангельской области, протекает по территориям Холмогорского и Приморского районов. Является левым притоком реки Северная Двина.

## География
Вытекает из озера Слободское (Большое Слободское). Высота истока — 49,8 м над уровнем моря. В верхнем течении протекает через озеро Малое Слободское. В среднем течении реку пересекает мост федеральной автодороги М8 длиной 54 метра. Впадает в водоток Северной Двины полой Мечка. Длина реки составляет 76 км.

## Населённые пункты
В устьевой части реки находятся деревни Кехотского сельского поселения:
- Васильевская
- Григоровская
- Красная Горка
- Марковская (Кехта)
- Матвеевская
- Соснино

## Данные водного реестра
По данным государственного водного реестра России относится к Двинско-Печорскому бассейновому округу, водохозяйственный участок реки — Северная Двина от впадения реки Вага и до устья, без реки Пинега, речной подбассейн реки — Северная Двина ниже места слияния Вычегды и Малой Северной Двины. Речной бассейн реки — Северная Двина.
Код объекта в государственном водном реестре — 03020300412103000039333.